# Hamis barátok a magyar és más nyelvek között
Az alábbi lista a magyar és más nyelvek közötti hamis barátokat sorolja fel.
A lista szavainak egy része A magyar és más nyelvek közötti véletlen szóegyezések listája, illetve a Véletlen hangalaki egyezések a magyar és más nyelvek közt listákban is megtalálható. Ez utóbbiak azonban más típusú véletlen egybeeséseket is tartalmaznak, és a hamis barátok közé sem csak véletlen egybeesések tartoznak. Továbbá csupán a hasonló hangzás (daily-déli) vagy írásmód (level-levél) nem elég ahhoz, hogy két szó hamis barátnak minősüljön, kell legyen valamilyen etimológiai vagy szemantikai kapcsolat, ami miatt félrevezető a nyelvet valamennyire ismerők számára. Továbbá az azonos vagy rokon jelentésű nemzetközi szavak és a kölcsönszavak sem tartoznak ide.
A szavakat nyelvek szerint, azokon belül ábécérendbe rendezzük. Elöl áll az idegen nyelvi alak, ezt követi a szóhoz hasonló magyar megfelelő (amivel gyanútlanul összetéveszthető), majd a szó tényleges jelentése.

## Lista
| Idegen szó                               | Hasonló magyar szó                                   | Az idegen szó valódi jelentése                     | A hasonló magyar szó tényleges idegen megfelelője               |
| ---------------------------------------- | ---------------------------------------------------- | -------------------------------------------------- | --------------------------------------------------------------- |
| Angol                                    |                                                      |                                                    |                                                                 |
| academic                                 | akadémiai; akadémikus                                | egyetemi                                           | related to an academy, member of an academy                     |
| act                                      | akt                                                  | cselekedet; törvény                                | nude                                                            |
| action                                   | akció (=leárazás)                                    | tett, cselekedet                                   | discount, special offer                                         |
| actual                                   | aktuális                                             | tényleges/valódi                                   | current, topical                                                |
| ambulance                                | ambulancia                                           | mentőautó, mentőszolgálat                          | outpatient clinic                                               |
| artist                                   | artista                                              | művész                                             | acrobat                                                         |
| athlete                                  | atléta                                               | sportoló                                           | track and field athlete                                         |
| benzene                                  | benzin                                               | benzol                                             | gasoline (amerikai), petrol (brit)                              |
| billion (amerikai és modern brit angol)  | billió (1012)                                        | milliárd (109)                                     | trillion                                                        |
| buffet                                   | büfé                                                 | svédasztal                                         | snack bar                                                       |
| camera                                   | kamera                                               | fényképezőgép (korábban "kamera" is)               | (újabban:) camcorder                                            |
| carrier                                  | karrier                                              | szállító, hordozó, futár stb.                      | career                                                          |
| cartoon                                  | karton                                               | rajzfilm                                           | cardboard                                                       |
| castle                                   | kastély                                              | vár                                                | mansion, manor(-house), chateau, palace                         |
| college                                  | kollégium                                            | kb. főiskola                                       | student hostel, dorm(itory)                                     |
| concrete                                 | konkrét (=tényleges, specifikus)                     | beton (konkrét is)                                 | particular, specific                                            |
| concurrent                               | konkurens                                            | egyidejű                                           | competing                                                       |
| consequent                               | konzekvens (következetes)                            | valamiből következő (elavult: következetes)        | (logically) consistent                                          |
| control                                  | kontroll                                             | irányítás, vezérlés                                | checkup                                                         |
| cotton                                   | koton                                                | gyapot, pamut                                      | condom                                                          |
| direct                                   | direkt                                               | közvetlen                                          | intentional                                                     |
| ellipsis                                 | ellipszis                                            | három pont (írásjel)                               | ellipse                                                         |
| existence                                | egzisztencia                                         | létezés                                            | livelihood                                                      |
| faggot                                   | fagott                                               | köcsög (ember)                                     | bassoon                                                         |
| farmer                                   | farmer                                               | földműves                                          | jeans (nadrág), denim (anyag)                                   |
| finance                                  | finanszíroz                                          | hitelt vesz fel valamire                           | to cover the costs                                              |
| fraction                                 | frakció                                              | tört, töredék, törés                               | faction                                                         |
| gymnasium                                | gimnázium                                            | tornaterem/edzőterem                               | high school                                                     |
| magazine                                 | magazin                                              | tár (fegyver, gép)                                 | magazine (eltérő jelentésmezők)                                 |
| mascara                                  | maskara (jelmez)                                     | szempillaspirál                                    | costume                                                         |
| minister                                 | miniszter                                            | lelkész, lelki pásztor                             | secretary of state                                              |
| mobile                                   | mobil                                                | mozg(athat)ó, hordozható                           | mobile phone, cell phone (eltérő jelentésmezők)-->              |
| motorist                                 | motoros (motorkerékpáros)                            | autós (autóvezető)                                 | biker, motorcyclist                                             |
| novel                                    | novella                                              | regény                                             | short story                                                     |
| novella                                  | novella                                              | kisregény                                          | short story                                                     |
| ordinary                                 | ordenáré                                             | hétköznapi                                         | base, obscene, vulgar                                           |
| pastor                                   | pásztor                                              | pap, lelkész, lelkipásztor                         | shepherd                                                        |
| patent                                   | patent                                               | szabadalom                                         | snaps, snap fastener                                            |
| pathetic                                 | patetikus                                            | szánalmas                                          | solemnly elevated [style]                                       |
| patron                                   | patron (pl. tinta-)                                  | pártfogó, védnök, patrónus; állandó vevő, kuncsaft | cartridge                                                       |
| pension                                  | panzió                                               | nyugdíj                                            | guest house                                                     |
| petrol                                   | petróleum                                            | benzin                                             | kerosene, paraffine                                             |
| physician                                | fizikus                                              | orvos, belgyógyász                                 | physicist                                                       |
| plaza                                    | pláza                                                | köztér                                             | shopping mall                                                   |
| porter                                   | portás                                               | londiner                                           | receptionist, gatekeeper                                        |
| probe                                    | próba                                                | szonda                                             | test (vizsgálat), rehearsal (színházi, hangverseny)             |
| realize                                  | realizál                                             | megért, felfog; megvalósul                         | create, bring into existence                                    |
| receipt                                  | recept                                               | nyugta, blokk                                      | prescription (orvosi), recipe (főzési)                          |
| restaurateur                             | restaurátor                                          | vendéglős                                          | restorer                                                        |
| reverend                                 | reverenda                                            | nagytiszteletű, tisztelendő                        | cassock, soutane                                                |
| service                                  | szerviz                                              | szolgáltatás, felszolgálás, istentisztelet         | garage, workshop, repair shop                                   |
| soda                                     | szóda                                                | szénsavas üdítő                                    | sodium carbonate (NaCO3); soda water                            |
| solid                                    | szolid                                               | szilárd, tömör, erős; térbeli; homogén (szín)      | steady, sober; classic, conservative; inconspicuos, low-profile |
| sympathetic                              | szimpatikus                                          | együttérző                                         | likeable                                                        |
| table                                    | tábla                                                | asztal; táblázat                                   | traffic sign; chalkboard, blackboard                            |
| terraced house                           | teraszos ház                                         | sorház                                             | house with patio                                                |
| traffic                                  | trafik                                               | közlekedés, forgalom                               | tobacconist’s                                                   |
| transparent                              | transzparens                                         | nyílt, őszinte, tiszta, átlátszó, áttetsző         | banner, placard                                                 |
| tricot                                   | trikó                                                | trikószövet                                        | vest, singlet, A-shirt                                          |
| trillion (amerikai és modern brit angol) | trillió (1018)                                       | billió (1012)                                      | quadrillion                                                     |
| viola                                    | viola                                                | brácsa                                             | violet                                                          |
| Francia                                  |                                                      |                                                    |                                                                 |
| acte                                     | akt                                                  | cselekedet, tett                                   | nu                                                              |
| affaire                                  | affér                                                | dolog, ügy                                         | incident                                                        |
| artiste                                  | artista                                              | művész                                             | acrobate, forain                                                |
| bagage                                   | bagázs                                               | csomag, poggyász                                   | bande                                                           |
| bijou                                    | bizsu                                                | ékszer, kincs                                      | bijou fantaisie                                                 |
| buffet                                   | büfé                                                 | tálalószekrény                                     | cafétéria                                                       |
| collège                                  | kollégium                                            | középiskola első része                             | internat, pensionnat, résidence universitaire                   |
| combiné                                  | kombiné                                              | telefonkagyló                                      | combinaison                                                     |
| costume                                  | kosztüm                                              | jelmez, öltöny                                     | tailleur                                                        |
| coton                                    | koton                                                | gyapot, pamut, vatta                               | condom, préservatif                                             |
| déconcentration                          | dekoncentráció                                       | decentralizálás                                    | distraction                                                     |
| froufrou                                 | frufru                                               | suhogás, zizegés                                   | frange                                                          |
| gage                                     | gázsi                                                | zálog                                              | cachet                                                          |
| galerie                                  | galéria                                              | 1. járat, tárna; 2. képtár                         | mezzanine                                                       |
| garçon                                   | garzon                                               | 1. fiú; 2. pincér                                  | studio                                                          |
| garniture                                | garnitúra                                            | köret                                              | assortiment, mobilier                                           |
| gymnase                                  | gimnázium                                            | tornaterem                                         | lycée                                                           |
| infusion                                 | infúzió                                              | gyógytea                                           | perfusion                                                       |
| jaloux                                   | zsalu                                                | féltékeny, irigy                                   | jalousie, persienne                                             |
| jour                                     | zsúr                                                 | nap (időegység)                                    | thé                                                             |
| mascara                                  | maskara                                              | szempillaspirál                                    | déguisement                                                     |
| mignon-ne                                | minyon                                               | aranyos, helyes                                    | petit gâteau                                                    |
| moniteur                                 | monitor                                              | sportoktató                                        | écran                                                           |
| nécessaire                               | neszesszer                                           | szükséges                                          | troufsse de toilette                                            |
| patron                                   | patron                                               | sablon, szabásminta                                | cartouche                                                       |
| raffinerie                               | rafinéria                                            | finomító                                           | finesse, raffinement                                            |
| raquette                                 | rakéta                                               | teniszütő                                          | fusée, missile, roquette                                        |
| recette                                  | recept                                               | recept (étel és ital)                              | ordonnance                                                      |
| ridicule                                 | ridikül, retikül                                     | nevetséges                                         | sac à main                                                      |
| rouleau                                  | roló                                                 | sodrófa, tekercs                                   | store                                                           |
| rouge                                    | rúzs                                                 | piros, vörös                                       | rouge à lèvres                                                  |
| service                                  | szerviz                                              | szolgálat, szolgáltatás                            | garage, station-service                                         |
| solide                                   | szolid                                               | kemény, masszív, szilárd                           | discret (öltözet), rangé (személy)                              |
| synchroniser                             | szinkronizál                                         | összehangol                                        | doubler                                                         |
| tablette                                 | tabletta                                             | lap, polc                                          | comprimé, pilule                                                |
| transport                                | transzport                                           | fuvarozás, szállítás                               | cargaison, envoi                                                |
| trésor                                   | trezor                                               | kincs, kincstár                                    | coffe-fort                                                      |
| tricot                                   | trikó                                                | kötés                                              | maillot                                                         |
| Német                                    |                                                      |                                                    |                                                                 |
| Akademiker                               | akadémikus                                           | egyetemet végzett ember                            | Akademiemitglied                                                |
| Jakobs Leiter                            | Leiter Jakab                                         | Jákob lajtorjája                                   |                                                                 |
| komisch                                  | komikus                                              | furcsa                                             | witzig, drollig                                                 |
| Pariser                                  | parizer                                              | párizsi lakos; óvszer                              | Extrawurst                                                      |
| frappant                                 | frappáns                                             | meglepő                                            | schlagfertig                                                    |
| schmutzig                                | smucig                                               | koszos                                             | mierig, geizig                                                  |
| Tablett                                  | tabletta                                             | tálca                                              | Tablette                                                        |
| List                                     | lista                                                | furfang, csel, ravaszság                           | Liste                                                           |
| s Mark                                   | márka                                                | csontvelő                                          | e Mark vagy e Marke                                             |
| Kolleg                                   | kolléga                                              | előadás                                            | Kollege                                                         |
| Schluck                                  | slukk                                                | korty, nyelés                                      | Ziehen (Zigarette)                                              |
| Olasz                                    |                                                      |                                                    |                                                                 |
| camera                                   | kamera                                               | szoba                                              | telecamera, videocamera, (röviden:) camera                      |
| canna                                    | kanna                                                | nád                                                | annaffiatoio (locsolókanna)                                     |
| carabinieri                              | karabiner (hegymászó felszerelés)                    | csendőrség                                         | moschettone                                                     |
| curva                                    | kurva (prostituált)                                  | kanyar                                             | puttana                                                         |
| porta                                    | porta (udvar)                                        | ajtó                                               | cortile                                                         |
| professore                               | professzor (egyetemi tanár)                          | középiskolai tanár                                 | professore (universitario)                                      |
| testa                                    | tészta                                               | fej                                                | pasta                                                           |
| Orosz                                    |                                                      |                                                    |                                                                 |
| брат /brat/                              | barát                                                | fivér                                              | друг (drug)                                                     |
| магазин /magazin/                        | magazin                                              | bolt                                               | журнал (zsurnal)                                                |
| уборка /uborka/                          | uborka                                               | betakarítás                                        | огурец (ogurec)                                                 |
| Печенье /pecsenye/                       | pecsenye                                             | aprósütemény, keksz                                |                                                                 |
| Spanyol                                  |                                                      |                                                    |                                                                 |
| arena                                    | aréna                                                | homok (is)                                         | arena                                                           |
| competencia                              | kompetencia                                          | konkurencia                                        | capacidad                                                       |
| gimnasio                                 | gimnázium                                            | tornaterem                                         | instituto                                                       |
| laico                                    | laikus                                               | felekezeten kívüli, nem egyházi (személy)          | inexperto, profano                                              |
| mama                                     | mama                                                 | emlő                                               | madre, biz. mamá                                                |
| más                                      | más                                                  | egyéb, más, több                                   | otro, -a                                                        |
| nutria                                   | nutria                                               | vidra                                              | coipo                                                           |
| papa                                     | papa                                                 | pápa (el Papa); burgonya (la papa)                 | padre, biz. papá                                                |
| profesor                                 | professzor                                           | tanár                                              | doctor                                                          |
| Svéd                                     |                                                      |                                                    |                                                                 |
| abstinens                                | absztinens (alkoholt egyáltalán nem fogyasztó ember) | alkohol- vagy kábítószermegvonási tünetegyüttes    | nykterist                                                       |
| ambulans                                 | ambuláns (járóbeteg-ellátás)                         | mentő                                              | öppenvård                                                       |
| direkt                                   | direkt, szándékosan                                  | rögtön                                             | avsiktligen, med vilja                                          |
| hejduk                                   | hajdú                                                | bérenc                                             | drabant                                                         |
| igen                                     | igen                                                 | ismét, újra, megint                                | ja                                                              |
| kurva                                    | kurva (prostituált)                                  | kanyar                                             | hora                                                            |
| slentrian                                | slendrián (hanyag)                                   | megszokás, rutin                                   | slarvig                                                         |
|                                          |                                                      |                                                    |                                                                 |
| Egyéb nyelvek                            |                                                      |                                                    |                                                                 |
| Latin                                    |                                                      |                                                    |                                                                 |
| paradisum                                | paradicsom (növényfaj)                               | édenkert, mennyország                              | S. lycopersicum                                                 |

## Kapcsolódó szócikk
- Hamis barátok a magyartól eltérő nyelvek között

## Bibliográfia
- Bárdosi Vilmos – Szabó Dávid: Francia-magyar kéziszótár, Akadémiai Kiadó, Bp., 2007
- Bárdosi Vilmos – Karakai Imre: A francia nyelv lexikona, Corvin Kiadó, Bp., 2008
- Faluba Kálmán – Szíjj Ildikó: Spanyol-magyar kéziszótár, Akadémiai Kiadó, Bp., 2009
- Földes Csaba – Halász Előd – Uzonyi Pál: Német-magyar kéziszótár, Akadémiai Kiadó, Bp., 2008
- Kiss László – Magay Tamás: Angol-magyar kéziszótár, Akadémiai Kiadó, Bp., 2010